# Unico (manga)
Unico (ユニコ, Yuniko) (ou Unico la petite licorne), est un manga d'Osamu Tezuka qui a été adapté en quelques films d'animation. Contrairement à la plupart des autres mangas de Tezuka, celui-là a été édité en couleurs dans un sens de lecture occidental, soit de gauche à droite. Il met en scène une petite licorne nommée Unico, qui voyage dans le temps et rencontre de nombreuses personnes et d'autres créatures. L'histoire s'inspire beaucoup de la mythologie grecque à l'origine, mais les voyages d'Unico l'entraînent dans de nombreuses époques et des lieux différents.

## Synopsis
À l'époque de la Grèce antique, la déesse Vénus est jalouse de la belle humaine Psche qui attire plus de regards qu'elle. Psche est protégée par une petite licorne bleue à la crinière rouge nommée Unico, qui possède de nombreux pouvoirs magiques. Vénus sait que les licornes apportent le bonheur éternel et voyant là le point faible de Psche, elle envoie la femme-vent, Zéphyrus, enlever Unico et l'emmener à travers l'espace-temps afin qu'il ne puisse plus faire le bonheur autour de lui. Le petit équidé se retrouve dans des mondes différents et perd la mémoire à chaque voyage. Dans ces mondes, Unico rencontre de nombreuses personnes et d'autres créatures, et il utilise ses pouvoirs pour les protéger.

## Personnages
Unico
Unico, la petite licorne, est le personnage principal de la série. Il ne semble posséder aucun défaut et il a la plupart du temps l'apparence d'une toute petite licorne bleue à la crinière rouge. Très amical, il ne cherche qu'à aider autrui et à se faire des amis. Sous sa forme habituelle, Unico est très fort malgré sa taille, peut imiter n'importe quelle voix et quelquefois voler. Lorsqu'on lui témoigne de l'affection et de l'amitié, ses pouvoirs ne connaissent quasiment plus de limite : il peut changer l'apparence des gens (dans le tome 1, il rend Teepee adulte afin de lui permettre de venger sa tribu exterminée par les hommes blancs), changer de taille (dans plusieurs épisodes, cela lui permet de porter les humains à qui il vient en aide) et exaucer les vœux les plus chers. Dans le chapitre 2, Resplendissante Rosellia, la princesse Rosellia lui demande d'où vient son pouvoir de changer de taille et s'il s'agit de magie : Unico répond que c'est elle qui lui confère ce pouvoir et que l'amour de quelqu'un le rend capable de tout. Plus tard, Unico permet à la princesse de trouver l'amour qui lui manquait, et à son père de retrouver la beauté qu'il avait sacrifié contre des victoires guerrières.
Par contre, si l'amitié entre Unico et la personne qu'il tente d'aider se brise, il perd ses pouvoirs. Ainsi, dans le premier chapitre du manga, La colline aux bisons, Unico propose au jeune indien Teepee de monter sur son dos, ce dernier accepte mais s'inquiète car il craint de l'écraser sous son poids. À sa grande surprise, Unico prend la taille d'un cheval adulte en lui expliquant que c'est parce qu'il a été gentil avec lui que ses pouvoirs sont réapparus. Plus tard, Teepee chasse Unico et constate que la licorne ne peut plus rien pour l'aider. Lorsque Teepee se rend compte qu'Unico avait raison et lui demande pardon, la licorne peut à nouveau utiliser ses pouvoirs.
Chao
Chao est un autre personnage récurrent dans les aventures d'Unico, il s'agit d'une petite chatte noire qui, abandonnée par ses propriétaires, se met en tête de rencontrer une sorcière et d'apprendre la magie.
Le démon de la solitude
Ce petit démon, présent dans le manga et la série d'animation, est un solitaire dont le seul désir est d'avoir une corne afin d'être considéré comme un véritable démon.

## Analyse
Le nom d'Unico est tout simplement issu de Unicorn, le mot anglais pour licorne. Comme dans beaucoup d'œuvres de Tezuka, on y retrouve d'autres de ses personnages-clés, tels Ham Egg, Spider et le professeur Ochanomizu.